# Jemaine Clement
Jemaine Atea Mahana Clement (Masterton, 1974. január 10. –) új-zélandi színész, humorista, zenész és rendező.
Legismertebb alakítása Oliver Bird a Légió című sorozatban. A Slágermájerek című sorozatban is szerepelt.

## Fiatalkora
1974. január 10-én született Mastertonban. Anyja révén māori származású. Pākehā apja, Robert, a fagyasztóüzemben dolgozott, és alkoholizmussal küzdött, majd elhagyta otthonát, amikor Clement még gyerek volt. Robert ólomüvegfestő lett Midhurstben; később, felnőttként újra kapcsolatba került az apjával, és most "erős és szeretetteljes" kapcsolatot ápol vele.
A masztertoni Makoura College-ba járt. Az iskola befejezése után Wellingtonba költözött, ahol a Victoria University of Wellingtonon drámát és filmművészetet tanult.

## Pályafutása
2010-ben A Simpson család című sorozatban szinkronizált. 2014-ben egy orosz gulágon raboskodó foglyot alakított a Muppet-krimi: Körözés alatt című filmben. 2015-ben egy "gondolatolvasó fing" hangját adta a Rick és Morty című Adult Swim animációs sorozat egyik epizódjában. 2016-ban Tamatoat, az óriás kókuszrákot szinkronizálta Vaiana című animációs filmben, mind angolul, mind a māori szinkronban.

## Magánélete
Családjának gyerekkorában nem volt autója, ezért soha nem tanult meg vezetni. 2008 augusztusában feleségül vette régi barátnőjét, Miranda Manasiadis színésznőt. Fia, Sophocles Iraia 2008 októberében született New Yorkban.

## Filmográfia

### Filmek
| Év   | Magyar cím                             | Eredeti cím                           | Szerep                     | Magyar hang                                              |
| ---- | -------------------------------------- | ------------------------------------- | -------------------------- | -------------------------------------------------------- |
| 2002 |                                        | Tongan Ninja                          | Marvin                     |                                                          |
| 2004 |                                        | Futile Attraction                     | Szerkesztő                 |                                                          |
| 2007 | Sas kontra cápa                        | Eagle vs Shark                        | Jarrod                     |                                                          |
| 2009 | Visszanyal a plágium                   | Gentlemen Broncos                     | Ronald Chevalier           | Kárpáti Levente                                          |
| 2009 |                                        | Diagnosis: Death                      | Garfield Olyphant          |                                                          |
| 2010 | Gru                                    | Despicable Me                         | Jerry (hangja)             |                                                          |
| 2010 |                                        | Predicament                           | Spook                      |                                                          |
| 2010 | Gyógyegér vacsorára                    | Dinner for Schmucks                   | Kieran Vollard             | Huszár Zsolt                                             |
| 2011 | Rio                                    | Rio                                   | Nigel (hangja)             | Csankó Zoltán                                            |
| 2012 | Men in Black – Sötét zsaruk 3.         | Men in Black 3                        | Vadállat Boris             | Epres Attila                                             |
| 2012 |                                        | Rhys Darby: This Way to the Spaceship | Űrhajó (hangja)            |                                                          |
| 2014 | Hétköznapi vámpírok                    | What We Do in the Shadows             | Vladislav                  | Zöld Csaba                                               |
| 2014 | Muppet-krimi: Körözés alatt            | Muppets Most Wanted                   | Böri király                | Sarádi Zsolt                                             |
| 2014 | Rio 2.                                 | Rio 2                                 | Nigel (hangja)             | Csankó Zoltán                                            |
| 2015 | Társak, házak, tárgyak                 | People Places Things                  | Will Henry                 | Csík Csaba Krisztián                                     |
| 2016 | Ratchet és Clank: A galaxis védelmezői | Ratchet & Clank                       | Dallas Wannamaker (hangja) |                                                          |
| 2016 | A barátságos óriás                     | The BFG                               | Húshabzsoló                | Kálid Artúr                                              |
| 2016 | Vaiana                                 | Moana                                 | Tamatoa (hangja)           | Miller Zoltán                                            |
| 2017 | Brad helyzete                          | Brad's Status                         | Billy Wearsiter            | Albert Gábor (1. szinkron) Kárpáti Levente (2. szinkron) |
| 2017 | Játszd újra                            | Humor Me                              | Nate Kroll                 | Hevér Gábor                                              |
| 2017 | Lego Batman – A film                   | The Lego Batman Movie                 | Sauron (hangja)            | Dengyel Iván                                             |
| 2018 |                                        | An Evening with Beverly Luff Linn     | Colin Keith Threadener     |                                                          |
| 2018 | Szakértő szakítók                      | The Breaker Upperers                  | Tinder randi               |                                                          |
| 2018 |                                        | The Festival                          | Robin                      |                                                          |
| 2019 | Patrick                                | Patrick                               | Dustin                     | Sarádi Zsolt                                             |
| 2020 |                                        | I Used to Go Here                     | David Kirkpatrick          |                                                          |
| 2022 |                                        | Nude Tuesday                          | Bjorg Rasmussen            |                                                          |
| 2022 | Ne küldj el                            | Don't Make Me Go                      | Dale Angelo                |                                                          |
| 2022 | DC Szuperállatok Ligája                | DC League of Super-Pets               | Aquaman (hangja)           | Horváth-Töreki Gergely                                   |
| 2022 | Avatar: A víz útja                     | Avatar: The Way of Water              | Dr. Ian Garvin             | Mészáros Béla                                            |
| 2023 |                                        | The Moon Is Upside Down               | MacIntosh                  |                                                          |
| 2024 | Thelma, az unikornis                   | Thelma the Unicorn                    | Vic Diamond                | Debreczeny Csaba                                         |
| 2024 | Harold és a varázsceruza               | Harold and the Purple Crayon          | Gary                       | Csík Csaba Krisztián                                     |
| 2024 | Vaiana 2.                              | Moana 2                               | Tamatoa (hangja)           | Miller Zoltán                                            |
| 2025 | Egy Minecraft film                     | A Minecraft Movie                     | Daryl                      | Schneider Zoltán                                         |
| 2025 | M3GAN 2.0                              | M3GAN 2.0                             | Alton Appleton             | Debreczeny Csaba                                         |

### Televíziós szerepek
| Év        | Magyar cím                                | Eredeti cím                             | Szerep                                                         | Megjegyzések                                              |
| --------- | ----------------------------------------- | --------------------------------------- | -------------------------------------------------------------- | --------------------------------------------------------- |
| 1996      |                                           | The Enid Blyton Adventure Series        | őr                                                             | 1 epizód                                                  |
| 2002      |                                           | The Tribe                               | cowboy                                                         | 1 epizód                                                  |
| 2007–2009 | Slágermájerek                             | Flight of the Conchords                 | önmaga                                                         | 22 epizód                                                 |
| 2008      |                                           | The Drinky Crow Show                    | űrlény (hangja)                                                | 2 epizód                                                  |
| 2009      |                                           | Tim and Eric Awesome Show, Great Job!   | Eric tenisz dublőre                                            | 1 epizód                                                  |
| 2010      |                                           | Radiradirah                             | Sheep                                                          | 3 epizód                                                  |
| 2010      | A Simpson család                          | The Simpsons                            | Ethan Ballantyne (hangja)                                      | 1 epizód                                                  |
| 2012      | Nevetséges Napóleon                       | Napoleon Dynamite                       | Koontz professzor (hangja)                                     | 1 epizód                                                  |
| 2013      |                                           | Out There                               | Babel / Tenebres (hangja)                                      | 1 epizód                                                  |
| 2013      |                                           | #7DaysLater                             | Ms. Lockett apja (hangja)                                      | 1 epizód                                                  |
| 2014–2016 |                                           | TripTank                                | Sir Ian / Alistair / Caller / Erebos / Judge Bluetail (hangja) | 7 epizód                                                  |
| 2015      | Rick és Morty                             | Rick and Morty                          | fing (hangja)                                                  | tévéfilm                                                  |
| 2016      | Parkműsor                                 | Regular Show                            | Ziggy (hangja)                                                 | 1 epizód                                                  |
| 2016      |                                           | Inside Amy Schumer                      | DJ                                                             | 3 epizód                                                  |
| 2016      | Válás                                     | Divorce                                 | Julian Renaut                                                  | 6 epizód magyar hangja Rába Roland                        |
| 2016–2018 |                                           | Another Period                          | Black Donahue atya                                             | 4 epizód                                                  |
| 2016–2019 | Milo Murphy törvénye                      | Milo Murphy's Law                       | Dr. Zone (hangja)                                              | 5 epizód magyar hangja Pál Tamás Magyar Bálint (énekhang) |
| 2017–2019 | Légió                                     | Legion                                  | Oliver Bird                                                    | 14 epizód magyar hangja Jakab Csaba                       |
| 2017      | Amerikai fater                            | American Dad!                           | Magunga (hangja)                                               | 1 epizód                                                  |
| 2017      |                                           | Wrecked                                 | Luther                                                         | 3 epizód                                                  |
| 2017      | Robotcsirke                               | Robot Chicken                           | narrátor (hangja)                                              | 1 epizód                                                  |
| 2018–2022 |                                           | Wellington Paranormal                   | Mobot                                                          | 1 epizód rendező                                          |
| 2018      | Medvetesók                                | We Bare Bears                           | Courtney (hangja)                                              | 1 epizód                                                  |
| 2018      | Flight of the Conchords: Élőben Londonból | Flight of the Conchords: Live in London | önmaga                                                         | különkiadás                                               |
| 2019–     |                                           | What We Do in the Shadows               | Vladislav                                                      | 2 epizód rendező                                          |
| 2019–     |                                           | Kiri and Lou                            | Lou (hangja)                                                   | főszereplő                                                |
| 2019      |                                           | Year of the Rabbit                      | magas férfi                                                    | 1 epizód                                                  |
| 2020      | Steven Universe: Az új világ              | Steven Universe Future                  | Kerry Moonbeam (hangja)                                        | 1 epizód                                                  |
| 2020–2022 |                                           | Tig n' Seek                             | férfi (hangja)                                                 | főszereplő                                                |
| 2021      | Hormonokkal túlfűtve                      | Big Mouth                               | Simon Sex (hangja)                                             | 1 epizód                                                  |
| 2022–2023 | Emberi erőforrások                        | Human Resources                         | Simon Sex (hangja)                                             | 2 epizód magyar hangja Posta Victor                       |
| 2023      | A Koalaember                              | Koala Man                               | Bazwell igazgató (hangja)                                      | főszereplő                                                |
| 2024      |                                           | Time Bandits                            | Tiszta Gonosz (hangja)                                         | főszereplő                                                |